# حيز هامد

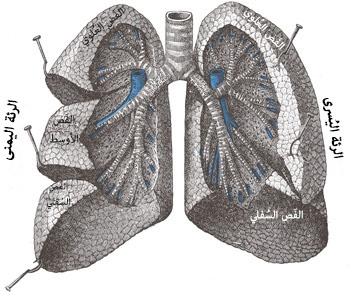

الحيز الهامد هو حجم الهواء الذي يتم استنشاقه ولا يدخل في تبادل الغازات، لأنه إما يظل في المجاري الهوائية الموصلة أو يصل إلى الحويصلات الهوائية غير المروية أو التي المروية بشكل سيئ. بعبارات أخرى، في كل عملية استنشاق لا يتاح لكل الهواء بأن يتبادل مع الأكسجين وثاني أكسيد الكربون. تتنفس الثدييات داخل وخارج رئتيها، مهدرة ذلك الجزء من الشهيق الذي يبقى في المجاري الهوائية الموصلة بحيث لا يمكن أن يحدث تبادل للغازات.